# 相武紗季のハッピータイム!
『相武紗季のハッピータイム!』（あいぶさきのハッピータイム）は、2006年10月4日から2007年3月28日までTBSラジオ『あべこうじのポッドキャスト番長』内で放送されていたラジオ番組。放送時間は毎週水曜 20:10頃 - 20:20頃（日本標準時）。
放送期間中、ビデオポッドキャスト（MP4形式）による配信も行われていた。

## 出演者

### レギュラー
- 相武紗季 - パーソナリティを担当。
- 青木裕子（当時TBSアナウンサー） - アシスタントを担当。

### ゲスト
相武がドラマで共演した人物を招いていた。
- 笑福亭鶴瓶 - 2006年11月のマンスリーゲスト。相武とは『Happy!』と『華麗なる一族』で共演。
- 小林麻央 - 2006年12月のマンスリーゲスト。相武とは『Happy!』で共演。
- 山本耕史 - 2007年2月のマンスリーゲスト。相武とは『華麗なる一族』で共演。

## コーナー
- オープニング「アドリブタイム!」 - 相武が様々なシチュエーションテーマをアドリブで表現していたコーナー。

## 備考
当時相武がアットホームのコマーシャルキャラクターを務めていたことから、同社が『ポッドキャスト番長』水曜20時台の協賛スポンサーに付いていた。